# Чансельор, Джон
Джон Ка́рлос Чансельо́р Седе́ньо (исп. Jhon Carlos Chancellor Cedeño; род. 2 января 1992, Пуэрто-Ордас, Венесуэла) — венесуэльский футболист, защитник бразильского клуба «Коритиба» и сборной Венесуэлы.

## Клубная карьера
Воспитанник венесуэльского клуба «Минерос Гуаяна», в которой и начал профессиональную карьеру в высшей лиге Венесуэлы в возрасте 18 лет. В сезоне 2010/11 завоевал Кубок Венесуэлы. В сезоне 2011/12 сыграл лишь семь раз. В чемпионате сезона 2012/13 играл регулярно, проведя 17 матчей и забив два мяча.
В июле 2013 года перешёл в «Депортиво Лара». В клубе 21-летний Чансельор боролся за место в старте с Хосе Мануэлем Рейем и Марсело Майданой. Провёл 20 матчей в основном составе. В сезоне 2014/15 сыграл 32 матчей, забил 4 гола и получил 7 желтых карточек, тем самым заставив обратить на себя внимание со стороны тренерского штаба сборной Венесуэлы. Позже он получил вызов в сборную на товарищеский матч с Гондурасом, однако остался на скамейке запасных. В мае 2015 года вернулся в «Минерос Гуаяна» и подписал контракт на три года. В начале 2017 года перешёл в клуб эквадорского чемпионата «Дельфин». Дебютировал 29 января в матче с «Гуаякиль Сити» (0:0).
15 декабря 2017 на правах свободного агента подписал 3,5-летний контракт с клубом РФПЛ «Анжи». Дебютировал 8 апреля в домашнем матче 25-го тура против «Спартака» (1:4), отыграв весь матч.

## Карьера в сборной
В 2011 году Чансельор был вызван для участия в молодёжном чемпионате Южной Америки в Перу, в котором он сыграл четыре матча.
9 июня 2017 года дебютировал за сборную Венесуэлы в матче со сборной Эквадора.